# Borjana
Borjana – wieś w Słowenii, w gminie Kobarid. W 2018 roku liczyła 126 mieszkańców.